# Biodruk 3D
Biodruk 3D – technologia druku przestrzennego, która wykorzystuje materiały zawierające żywe komórki (biotusze) do budowy złożonych, trójwymiarowych struktur. Technika biodruku 3D pozwala na produkcję układów lab-on-a-chip i organ-on-a-chip, modeli tkankowych 3D (w tym modeli nowotworowych). W przyszłości biodruk 3D pozwolić ma na tworzenie funkcjonalnych organów możliwych do stosowania w procedurach medycznych oraz na zastąpienie zwierząt w badaniach klinicznych.
Najczęściej stosowany proces biodruku 3D rozpoczyna się od pobrania od pacjenta komórek, które następnie są namnażane i mieszane z odpowiednim nośnikiem np. hydrożelowym. Materiał ten, zwany biotuszem, zapewnia ochronę i środowisko komórek w trakcie procesu drukowania. Najbardziej popularnymi biotuszami są alginiany, metakrylany żelatyny oraz lamininy. Innymi popularnymi składnikami biotuszy są: nanofibrylowana celuloza, kolagen, chitozan, guma ksantanowa, fibrynogen.

## Historia biodruku 3D
Za początki technologii biodruku 3D uważa się wynalezienie w 1984 roku przez Charlesa Hulla pierwszej drukarki 3D opartej na technologii SLA. Gwałtowny rozwój drukowania elementów z biomateriałów nastąpił jednak dopiero na przełomie XX i XXI wieku. W 1996 roku, po raz pierwszy zastosowano biomateriał do regeneracji tkanek, natomiast w 2001 roku wydrukowano komórki pęcherza bezpośrednio na rusztowaniu.
W roku 2009 firma Organovo wprowadziła na rynek pierwszą komercyjną biodrukarkę 3D NovoGen MMX. Umożliwiło to prowadzenie badań nad biodrukowanymi strukturami na skalę szerszą niż kiedykolwiek wcześniej. W latach 2010–2016 opracowano między innymi: model skóry, miniaturową nerkę, konstrukty naczyniowe, chrząstkę stawową oraz zastawki serca
W 2019 roku naukowcy z Rice University w Stanach Zjednoczonych stworzyli za pomocą biodrukarki typu DLP pierwszy na świecie, w pełni funkcjonalny model pęcherzyka płucnego.

## Technologie biodruku 3D
W druku 3D żywymi komórkami wyróżnia się trzy główne technologie: 
- inkjet,
- biodrukowanie FDM
- biodruk 3D metodami stereolitograficznymi

Biodrukarki inkjet są najczęściej stosowanym typem drukarek zarówno do zastosowań niebiologicznych jak i biologicznych. Kontrolowane objętości cieczy dostarczane są do predefiniowanych miejsc na płaszczyźnie. Technologia ta wykorzystuje zjawiska cieplne lub akustyczne do generowania pojedynczych kropel biotuszu. Drukarki te charakteryzują się wysoką precyzją, dużą szybkością i kompatybilnością z wieloma materiałami biologicznymi.
Biodrukarki wykorzystujące technikę FDM składają się z systemu dozującego oraz zautomatyzowanego ramienia umożliwiającego poruszanie się głowicy po powierzchni pola roboczego (np. szalki lub szkiełka). Do wytłaczania biotuszu stosuje się dozowniki mechaniczne (np. strzykawkowe) lub pneumatyczne. Na rynku istnieją również modele biodrukarek FDM z wieloma głowicami drukującymi umożliwiającymi szeregowe dozowanie kilku materiałów. Inną technologią biodruku 3D są urządzenia wykorzystujące wiązki lasera. Początkowo metoda ta była stosowana jedynie do spiekania proszków metali, jednak po wprowadzeniu paru modyfikacji znalazła ona również zastosowanie w wytwarzaniu modeli biologicznych zawierających żywe komórki. Układ tego typu urządzeń składa się z wiązki laserowej, często w formie impulsowej, systemu ogniskowania oraz stolika na którym umieszcza się biotusz. Na rynku pojawiły się również pierwsze ultraszybkie biodrukarki 3D wytwarzające obiekty za pomocą wysokoenergetycznego lasera na podstawie holograficznej projekcji modelu 3D.